# Smalto per unghie

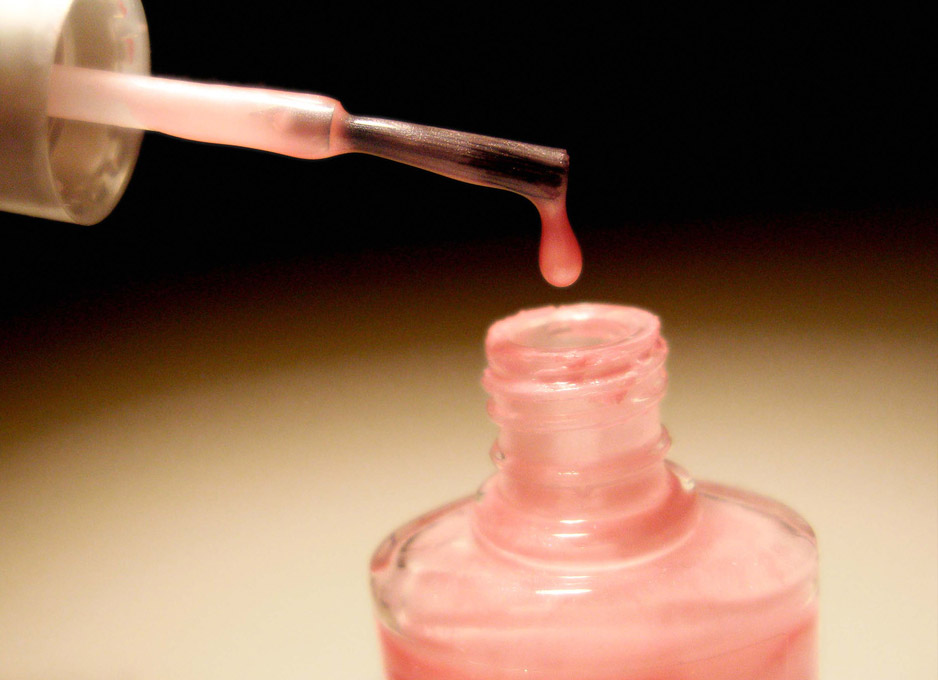
Smalto per unghie rosa

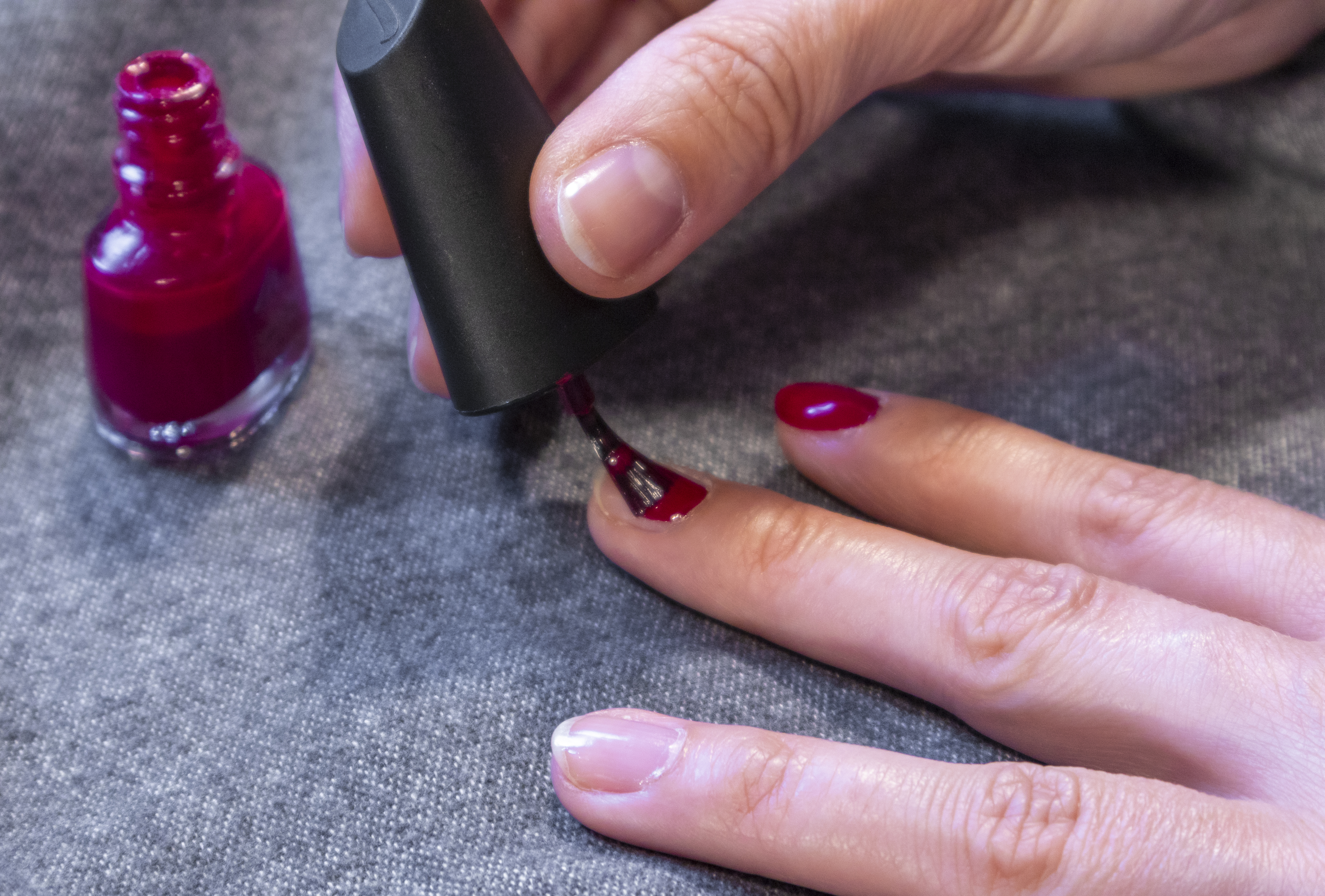
Smalto per unghie

Lo smalto per unghie è un prodotto cosmetico per colorare, proteggere e fortificare le unghie o nasconderne i difetti. È usato in colore uniforme o in colori e disegni messi assieme. Può prevedere anche l'applicazione di decorazioni, brillanti o gel.

## Storia
Lo smalto per unghie è stato creato all'incirca nel 3000 a.C.. I cinesi e gli antichi Egizi furono i primi ad utilizzare, secondo l'uso moderno, lo smalto. I cinesi usavano dei colori laccati, prodotti da una combinazione di gomma arabica, albume d'uovo, gelatina e cera d'api, ma usavano anche dei composti a base di rosa, orchidea ed altri petali misti ad allume. Queste ultime misture vegetali si utilizzano dopo poche ore o durante la notte, ed hanno una gamma di colori che vanno dal rosa al rosso. Gli antichi Egizi utilizzavano un tipo di henné per dipingersi le unghie, il colore era rosso o bruno-rossastro (l'henné, ora usato in tutto il mondo come tinta per capelli, è tutt'oggi utilizzato da alcuni popoli per dipingersi le unghie).
Durante la dinastia Chou Bait Ain Cho nel 600 a.C., i nobili cinesi usavano smalti dorati e argentati, mentre un manoscritto cita che la dinastia Ming prediligeva i colori rossi e neri.
Gli Egizi, invece, preferivano il rosso. Nefertiti, moglie di Akhenaton dipingeva la sua parrucca e le unghie di rosso, mentre Cleopatra utilizzava un rosso scuro tendente al bordeaux.
Gli Incas usavano dipingersi le unghie con motivi aviformi.
Dal XIX secolo si usa una miscela di oli rossi scelti e raffinati per la produzione di smalti per unghie.
Il secolo successivo si utilizzeranno delle polveri e creme colorate per le loro unghie.
Quando fu inventata l'automobile, lo smalto per unghie incominciò ad essere ispirato allo smalto per la carrozzeria della macchine stesse.
Durante il Novecento l'affermazione e la diffusione dello smalto ha seguito in parte l'emancipazione femminile.
Lo smalto per unghie è molto diffuso e amato in tutto il mondo per la vasta gamma di colori e particolarità.

## Componenti

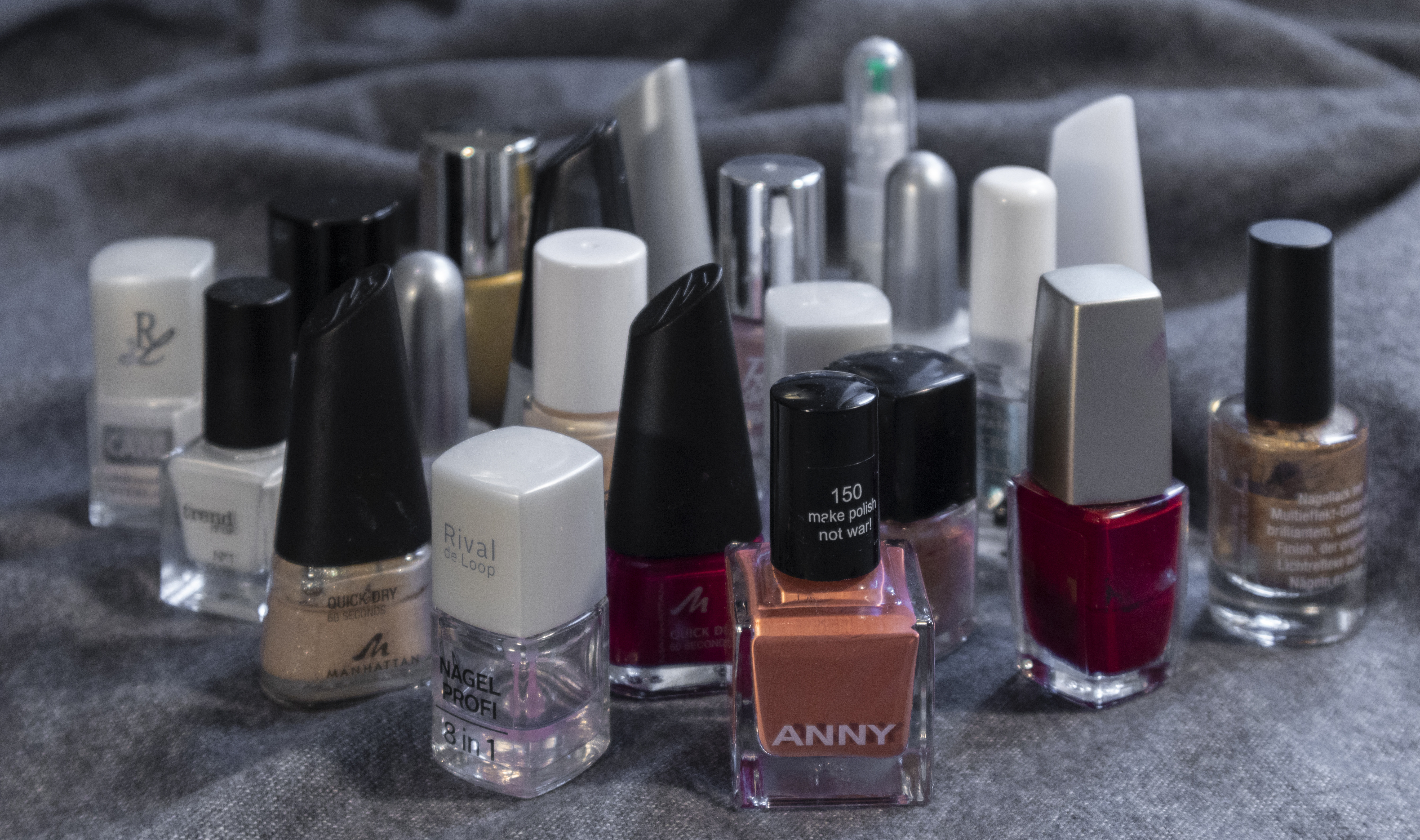
Smalti per unghie

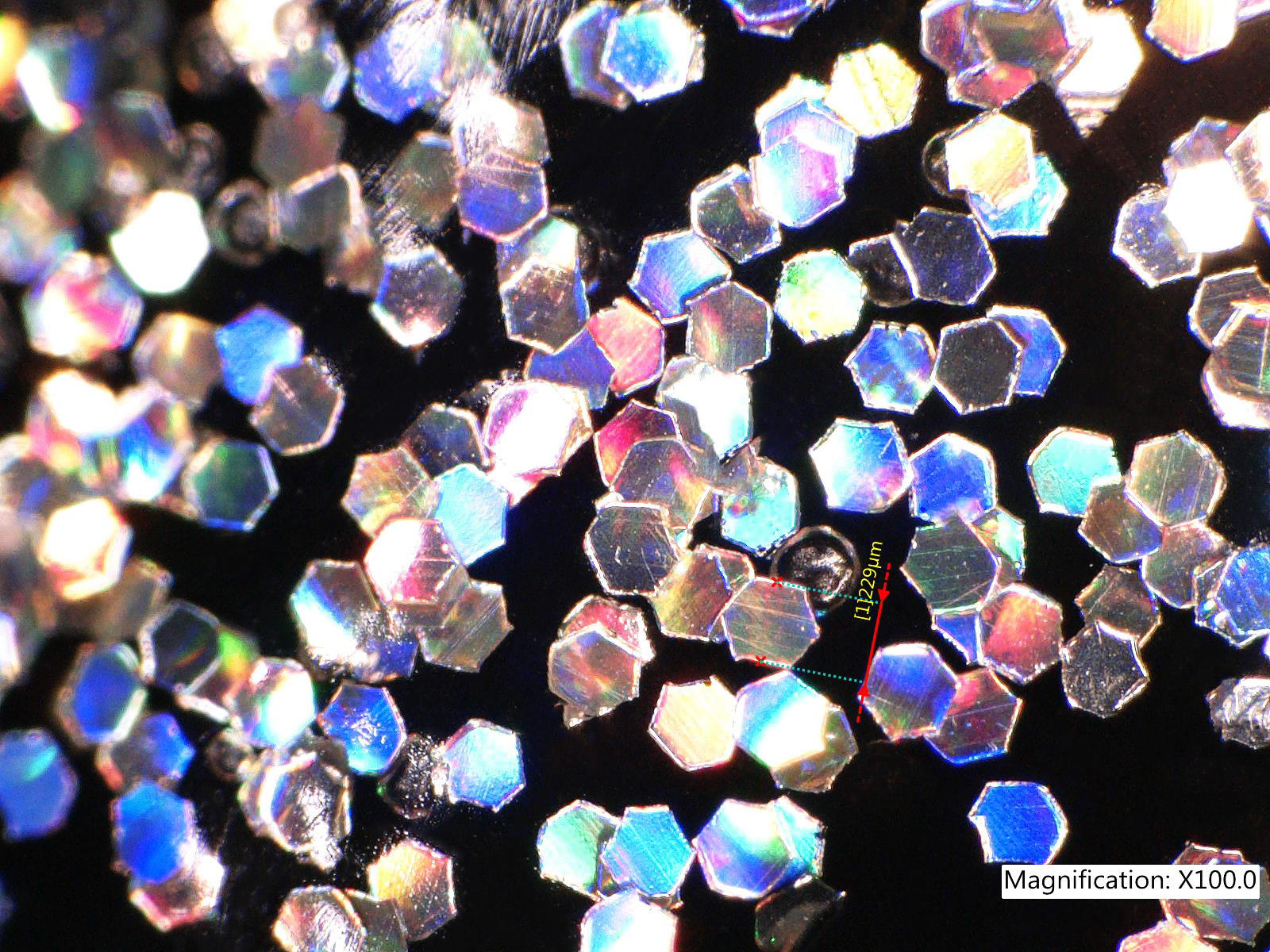
Smalto per unghie con glitter al microscopio

Molti smalti per unghie sono composti con nitrocellulosa sciolta in solventi (es. acetato di n-butile, toluene) e mescolata con coloranti.
Altri componenti di base: agenti forma pellicola, resina e plasticizzanti (es.ftalati); resine per conferire allo smalto adesività e brillantezza; filmogeni per proteggere e conferire trasparenza e aderenza; gelificanti per mantenere in sospensione i pigmenti; nitrocellulose plastificanti per verniciare l'unghia; agenti anti U.V. per proteggere dalle alterazioni causate dalla luce; solventi per favorire il miglior tempo di asciugatura; diluenti per diluire gli ingredienti presenti.
Gli smalti si possono dividere in classici e ad acqua.
Gli smalti "classici" prevalentemente sono formati da:
- Inci: come ad esempio Butyl Acetate, Ethyl Acetate, Nitrocellulose, Adipic Acid/Neopentyl Glycol/ Trimellitic Anhydride Copolymer, Acetyl Tributyl Citrate, (...);
- Film former: Nitrocellulose, Styrene/Acrylates Copolymer;
- Resine (sintetiche o naturali): Polyvinyl Butyral;
- Plasticizzanti: Acrylates Copolymer;
- Solventi: Butyl Acetate, Ethyl Acetate, Isopropyl Alcohol;
- Pigmenti e coloranti: Tin Oxide- C.I. 77000, C.I. 77891, C.I. 15850 (...).
- Additivi: come Stearalkonium Bentonite, Calcium Aluminium Borosilicate.

Gli smalti ad acqua prevalentemente sono formati da:
- Acqua
- Polimero acrilato: agente filmante che produce effetto brillante e resistente;
- Modificatori reologici: mantengono il pigmento in dispersione non essendo solubile in acqua;
- Plasticizzanti: formano le pellicole, i cosiddetti film, che donano lucentezza e brillantezza;
- Pigmenti: elementi colorati come lacche, pigmenti inorganici e perle.[4].

La normativa europea attuale proibisce l'uso nei prodotti cosmetici di sostanze cancerogene, mutagene o tossiche per la riproduzione. In casi eccezionali tali sostanze possono essere utilizzate solo dopo adeguata valutazione.
Ha destato preoccupazione nei consumatori la presenza negli smalti del cosiddetto "trio tossico": toluene, formaldeide e dibutil-ftalato(DBP). Il toluene può essere utilizzato in concentrazione non superiore al 25%; la formaldeide può essere utilizzata solo negli indurenti per unghie in concentrazione non superiore al 5%. L'uso del DBP e di altri ftalati accertati tossici per la riproduzione è vietato.